# 元山站 (千葉縣)
元山站（日语：／ Motoyama eki */?）是一個位於日本千葉縣松戶市五香南，屬於京成電鐵松戶線的鐵路車站。車站編號是KS81。

## 歷史
- 1955年（昭和30年）4月21日：開業。

## 車站結構
對向式月台2面2線的地面車站，設有跨站式站房。

### 月台配置
| 月台 | 路線   | 方向 | 目的地                                           |
| ---- | ------ | ---- | ------------------------------------------------ |
| 1    | 松戶線 | 下行 | 新鎌谷、北習志野、新津田沼、京成津田沼、千葉方向 |
| 2    | 松戶線 | 上行 | 八柱、松戶方向                                   |

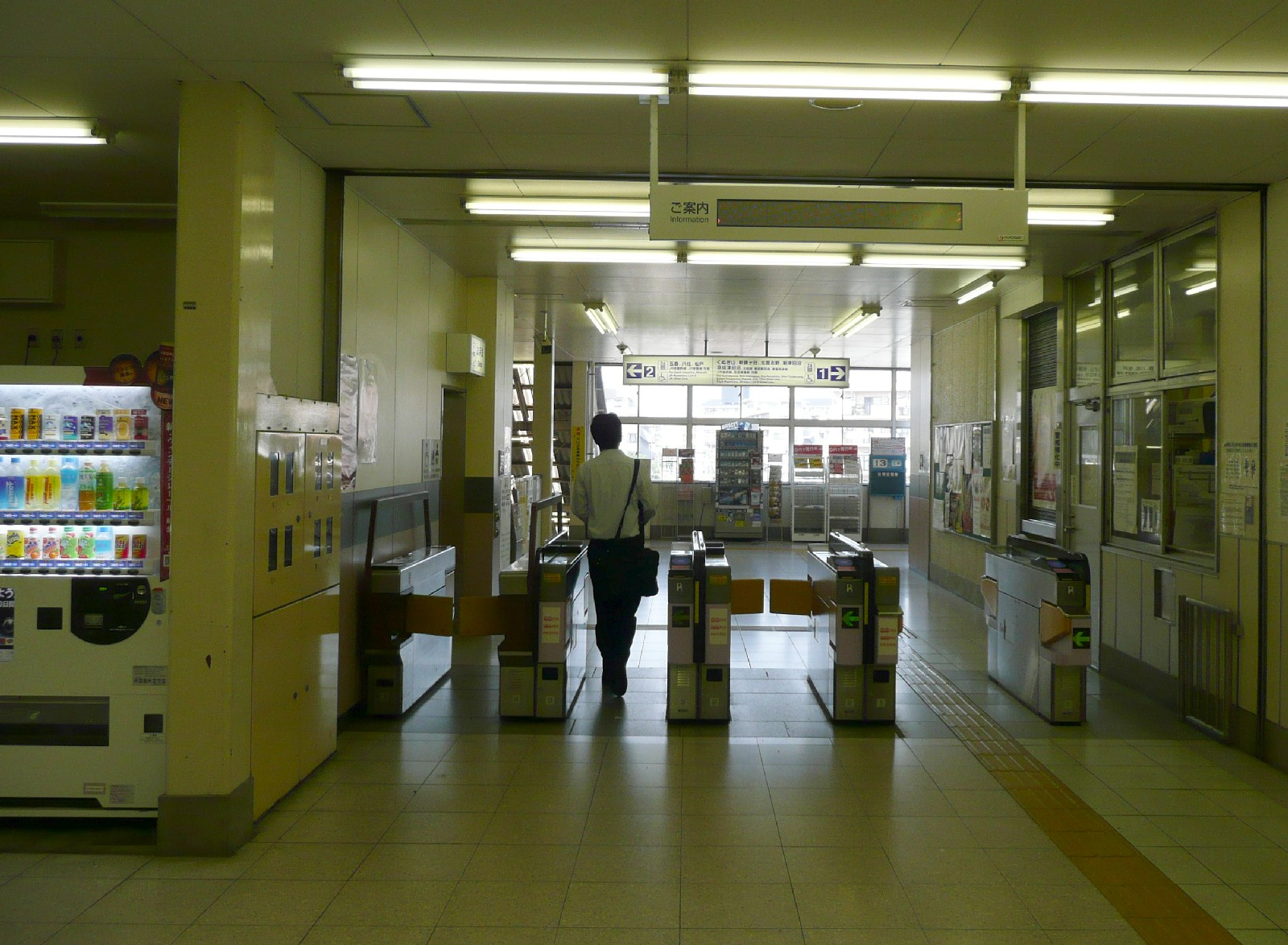
閘口（2008年9月14日）
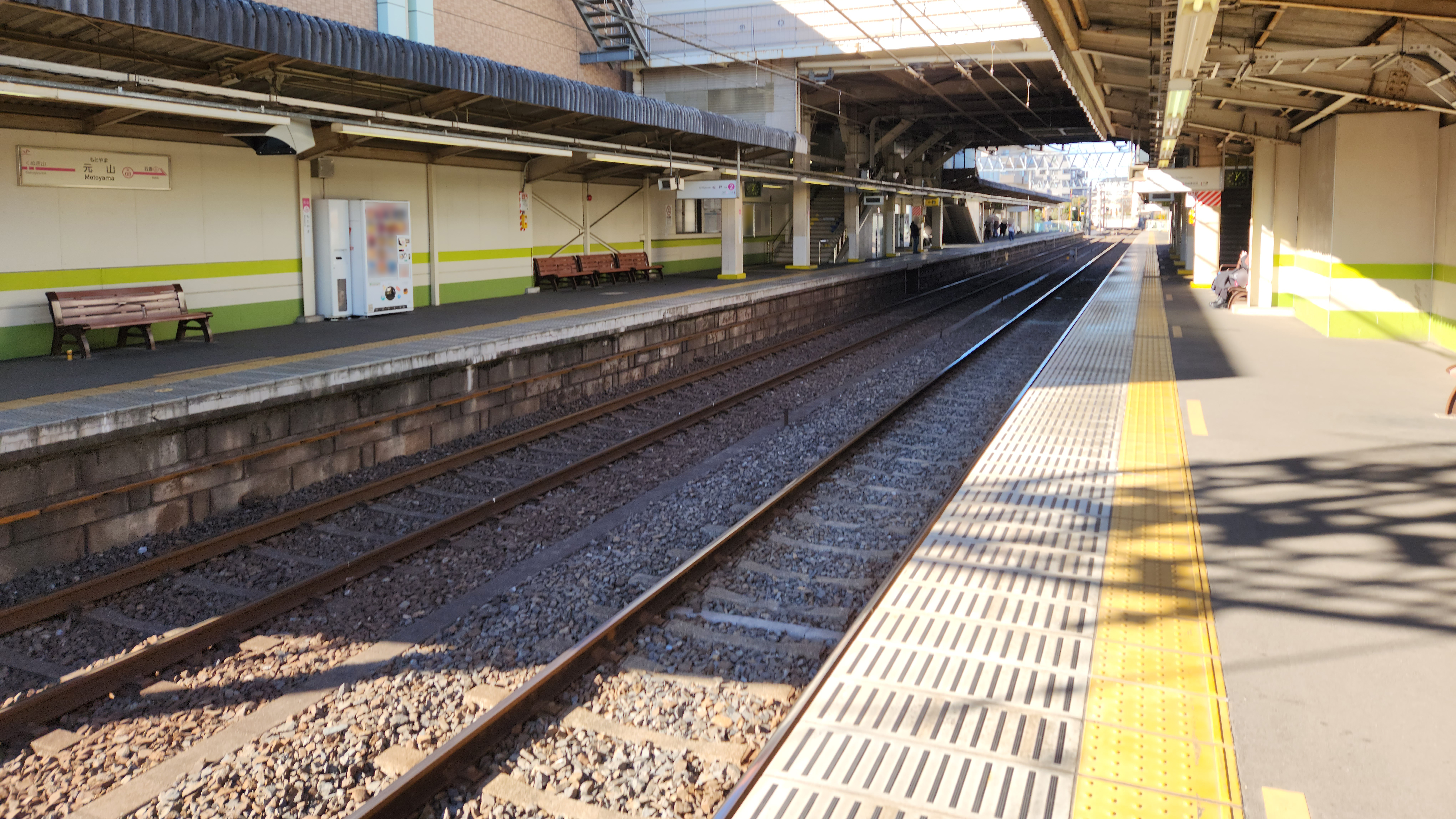
車站月台（2023年1月1日）
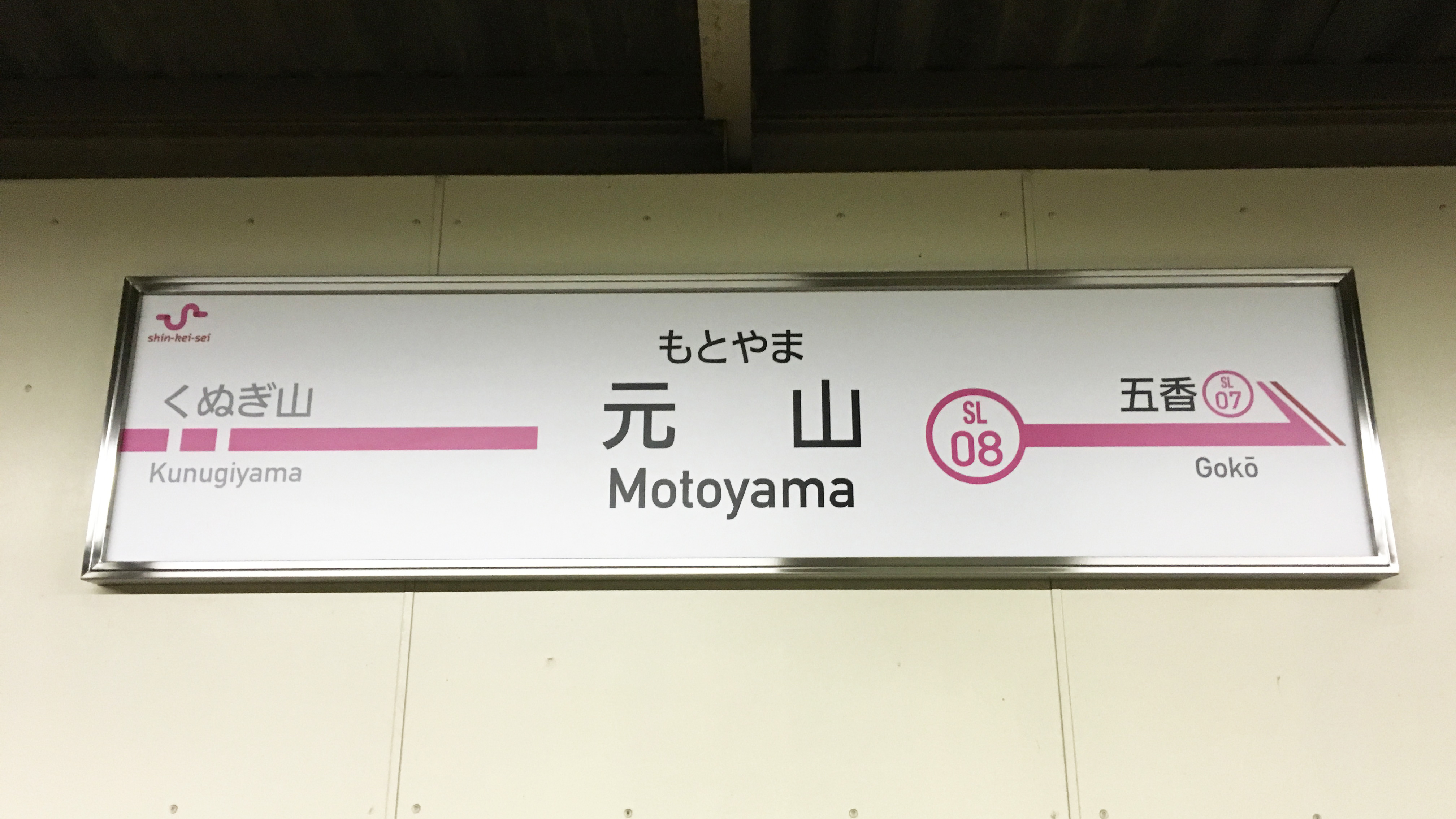
站名牌（2015年12月29日）

## 使用情況
2018年度的一日平均上下車人次為18,364人，在新京成線（当时）內排行第9位。
近年的一日平均上車人次推移如下表。
| 年度               | 一日平均 上車人次 |
| ------------------ | ----------------- |
| 2007年（平成19年） | 9,837             |
| 2008年（平成20年） | 9,775             |
| 2009年（平成21年） | 9,627             |
| 2010年（平成22年） | 9,519             |
| 2011年（平成23年） | 9,286             |
| 2012年（平成24年） | 9,365             |
| 2013年（平成25年） | 9,369             |
| 2014年（平成26年） | 9,296             |
| 2015年（平成27年） | 9,400             |
| 2016年（平成28年） | 9,340             |
| 2017年（平成29年） | 9,266             |

## 相鄰車站
京成電鐵
 松戶線
五香（KS82）－元山（KS81）－櫟山（KS80）

## 外部連結
- 元山｜電車與車站資訊｜京成電鐵